# NGC 118
NGC 118 là thiên hà xoắn ốc loại S (rs) a? pec với cấp sao biểu kiến là 13,6 nằm trong chòm sao Kình Ngư.